# Sebastiaen Vredeman
Œuvres principales
- Nova longeque elegantissima cithara ludenda carmina (1568)
- Carmina quæ Cythara pulsantur liber secundus per Seb. Vreedman Mechliniensum (1569)

Sebastiaen Vredeman de Vries ou Sebastian Vreedman, sans doute un frère de Jan Vredeman de Vries, est un compositeur des anciens Pays-Bas, qui vécut dans la seconde moitié du XVIe siècle.

## Biographie
Respectivement en 1568 et en 1569, l'éditeur louvaniste Pierre Phalèse publia deux livres de cistre de Vredeman, à savoir la Nova longeque elegantissima cithara ludenda carmina et la Carmina quæ Cythara pulsantur liber secundus per Seb. Vreedman Mechliniensum.
Sur une liste d'habitants de la paroisse de Saint-Rombaut à Malines, établie le 1er novembre 1574, Vredeman figure comme Sebastiaen de Vriese Vreedtman. Selon le livre de l'impôt des dîmes et des demi-dîmes (des vingtièmes) de 1578, il vécut encore à Malines à cette époque. Plus tard, il s'établit à Bruxelles, d'où il partit pour s'installer dans les Pays-Bas septentrionaux.
Son fils, Michiel Vredeman, né à Malines en 1564, obtint en 1583 le droit de citoyenneté à Utrecht, où il était luthier, c'est-à-dire facteur d'instruments, notamment de violons et de cistres.
En 1586, on retrouve Sebastiaen Vredeman à Leyde, où fut contracté le mariage de Michiel, son fils, qui y habitait déjà avant l'arrivée de son père. 
Le 12 mai 1589, il conclut avec l'administration de cette ville un contrat de cinq ans, par lequel il s'engage, moyennant le paiement d'un salaire annuel de 72 florins, à écrire tous les mois une nouvelle chanson ou un nouveau psaume pour le carillon, de noter les mélodies et d'enseigner cet art au concierge de l'hôtel de ville, qui devait l'assister. On ignore la date et le lieu de sa mort.

## Œuvre
À en juger par leurs titres latins, les livres de cistre de Vredeman étaient destinés au marché international, mais la part de la musique néerlandaise est bien supérieure à celle des livres de luth publiés par Phalèse. Dans la Nova longeque elegantissima cithara ludenda carmina (1568) de Vredeman, 28 des 87 pièces sont pourvues d'un titre néerlandais ; la notation musicale des œuvres y est introduite par des instructions en latin pour le jeu du cistre.
Le Luculentum theatrum musicum (1568) contient différentes danses instrumentales de Vredeman, entre autres des fantasiæ, des passomezi, des gailliardes, des branles et des allemandes.

## Source

### Discographie
- Clemens non Papa: Priest And Bon-vivant, Capilla Flamenca, La Caccia, Joris Verdin et Jan van Outryve, 2005, Et’cetera, KTC 1287, [Trois pièces de Vredeman, arrangées par Piet Stryckers pour ensemble instrumental] ;
- Roland de Lassus : Bonjour mon cœur, Capilla Flamenca, 2009, Ricercar 290, [Trois pièces de Vredeman, arrangées par Piet Stryckers pour ensemble instrumental].